# Enchelycore tamarae
Enchelycore tamarae är en fiskart som beskrevs av Prokofiev 2005. Enchelycore tamarae ingår i släktet Enchelycore och familjen Muraenidae. Inga underarter finns listade i Catalogue of Life.